# Meade LX200
Meade LX200 — сімейство комерційних телескопів виробництва американської фірми Meade Instruments, яке виробляється з 1992 року і включає телескопи з діаметром труби від 20 до 50 см.

## Історія
Випуск телескопів сімейства Meade LX200 розпочали 1992 року з 8-дюймового (20,32 см) і 10-дюймового (25,4 см) телескопів Шмідта–Кассегрена на комп'ютеризованих альтазимутальних монтуваннях. Пізніше додали дві більші моделі, 12 і 16 дюймів (30,48 і 40,64 см). Оригінальну версію згодом стали неофіційно називати «класичним» LX200, оскільки її замінили новіші версії телескопів. Першим із них був LX200GPS, який мав електроніку системи глобального позиціонування. Пізніше до сімейства додали 14-дюймовий (36 см) телескоп LX200GPS.
Перевагою LX200 була низька ціна при відносно високій якості, що було досягнуто завдяки використанню електроніки та програмного забезпечення, щоб досягти ефективності дорожчих систем наведення. Телескоп був обладнаний ПЗЗ-камерою з автоматичним наведенням і програмним забезпеченням для планетарію.
Пов'язаною серією телескопів був ще вищий клас RCX400 (пізніше перейменований на LX400-ACF), представлений в 2005 році. Він мав нову оптику та моторизовану систему фокусування/колімації, а також оновлену електроніку монтування телескопа. Телескопи серії RCX400 були доступні з тими самими діаметрами апертур від 8 до 16 дюймів (від 20,32 до 40,64 см) на новому вилкоподібному монтуванні, та 16-дюймовий і новий 20-дюймовий телескопи (40,64 см і 50.8 см) були доступні на новому німецькому екваторіальному монтуванні. Усі ці оптичні системи мали апертуру f/8. Найдорожчий з цих телескопів, 20-дюймовий, коштував 50 000 доларів.
Пізніше Meade Instruments замінили LX200GPS новими моделями з апертурою f/10 з вилкоподібним кріпленням, які утворили серію LX200R (пізніше перейменовану на LX200-ACF). Переглянуту оптику цієї серії називають «розвинутою безкомовою» (Advanced Coma Free, ACF) після того, як судовий позов від Star Instruments і RC Optical Systems заборонив хибно натякати в назві, ніби оптика телескопів заснована на системі Рітчі-Кретьєна.